# Laudes

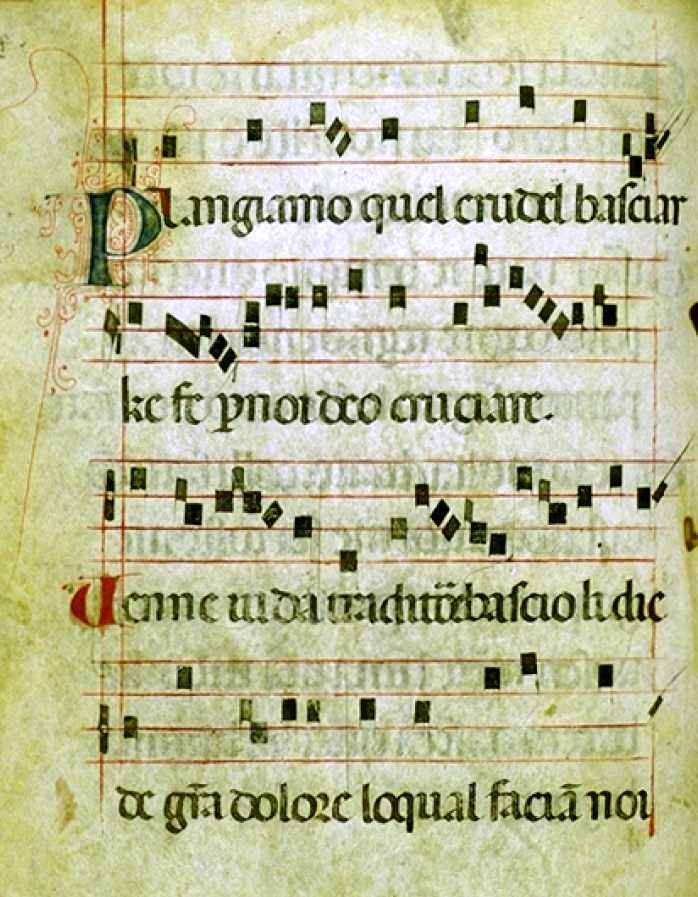
Feuille 46v du Laudaire de Cortone (Laudario di Cortona), recueil de laudes italiennes du XIIIe siècle.

Laudes, mot français d'origine latine signifiant « louanges », sont les prières chrétiennes du lever du soleil dans la Liturgie des Heures (prière quotidienne chrétienne) ; on y rend grâce à Dieu pour le jour qui se lève par des psaumes de louanges.
On peut aussi désigner les laudes comme les trois derniers psaumes du Psautier : 148-149-150 qui, selon une longue tradition liturgique, sont prévus pour être priés à ce moment-là. Il s'agit de la tradition ancienne depuis la règle de saint Benoît, fixée vers 530,. Cependant, dans le bréviaire contemporain, on les sépare entre les laudes des dimanches et des quatre semaines.
L'Angélus est l'autre prière quotidienne des pratiquants catholiques.

## Rite romain

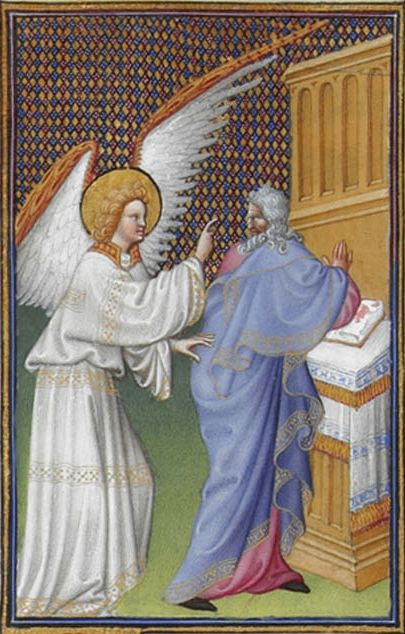
Le sommet des laudes est le cantique de Zacharie (Très Riches Heures du duc de Berry, XVe siècle).

Les laudes, dans la forme ordinaire du rite romain, sont organisées de la manière suivante :
- l'introduction, 2 versets du psaume 50 chantés en répons (V/ Seigneur, ouvre mes lèvres, R/ et ma bouche publiera ta louange.)
- un psaume invitatoire avec antienne si c'est le premier office du jour. C'est généralement le psaume 94 qui est chanté, mais le psaume 23, 66 et 99 peuvent remplir ce rôle ;
- l'hymne ;
- un premier psaume avec antienne, suivis d'un cantique de l'ancien testament avec antienne, et d'un autre psaume avec antienne. L'antienne est généralement chantée avant et après le psaume;
- le capitule : une lecture brève tirée des Écritures (mais pas des Évangiles) ;
- le répons : une ou deux phrases tirées des Écritures, chantées par un ou des soliste(s) et reprises en chœur, avec un Gloire au Père... (Gloria Patri...) ;
- le Benedictus Dominus (Cantique de Zacharie, Bible Segond 1910/Évangile selon Luc 1,68-79) avec son antienne, que l'on dit avant et après le cantique ;
- une prière litanique, louange à Dieu ou intercession pour l'Église et tous les hommes ;
- le chant du Notre Père ;
- l'oraison (qui est la collecte de la messe du jour) ;
- la bénédiction (ou formule équivalente de conclusion).

Selon les temps liturgiques, les différentes solennités et fêtes et les mémoires des saint(e)s, les hymnes, antiennes, répons, capitules et oraisons diffèrent. Solennités et fêtes ont aussi leurs psaumes propres.
Dans l'Église catholique, il y a de nombreux autres formes et rites : certains ordres ou congrégations ont une liturgie des heures qui leur est propre. En particulier, dans les monastères cisterciens, on termine les laudes par un chant à la Vierge Marie.